# Mont Grand
Le mont Grand est un sommet culminant à 1 417 m d'altitude dans le département français de la Lozère.

## Géographie

### Situation
Le mont Grand est situé dans la Margeride au sein du Massif central, sur la commune française de Saint-Privat-du-Fau.

### Géologie
Le sous-sol est constitué de gneiss grenus leptyniques.

## Histoire
La bête du Gévaudan a commis ses méfaits contre la population du Nord-Gévaudan et ses périphéries entre 1764 et 1767. La majorité des attaques se concentrent entre les trois monts : le mont Mouchet, le Montchauvet et le mont Grand, distants d'environ 15 kilomètres.